# 芹叶银莲花
芹叶银莲花（学名：Anemone saniculiformis）为毛茛科银莲花属的植物，是中国的特有植物。分布于中国大陆的四川等地，生长于海拔2,300米至2,850米的地区，多生在山地林中，目前尚未由人工引种栽培。